# Casa al carrer de Basea, 8-10
La casa al carrer de Basea, 8-10 és un edifici de Barcelona catalogat com a bé cultural d'interès local.

## Història

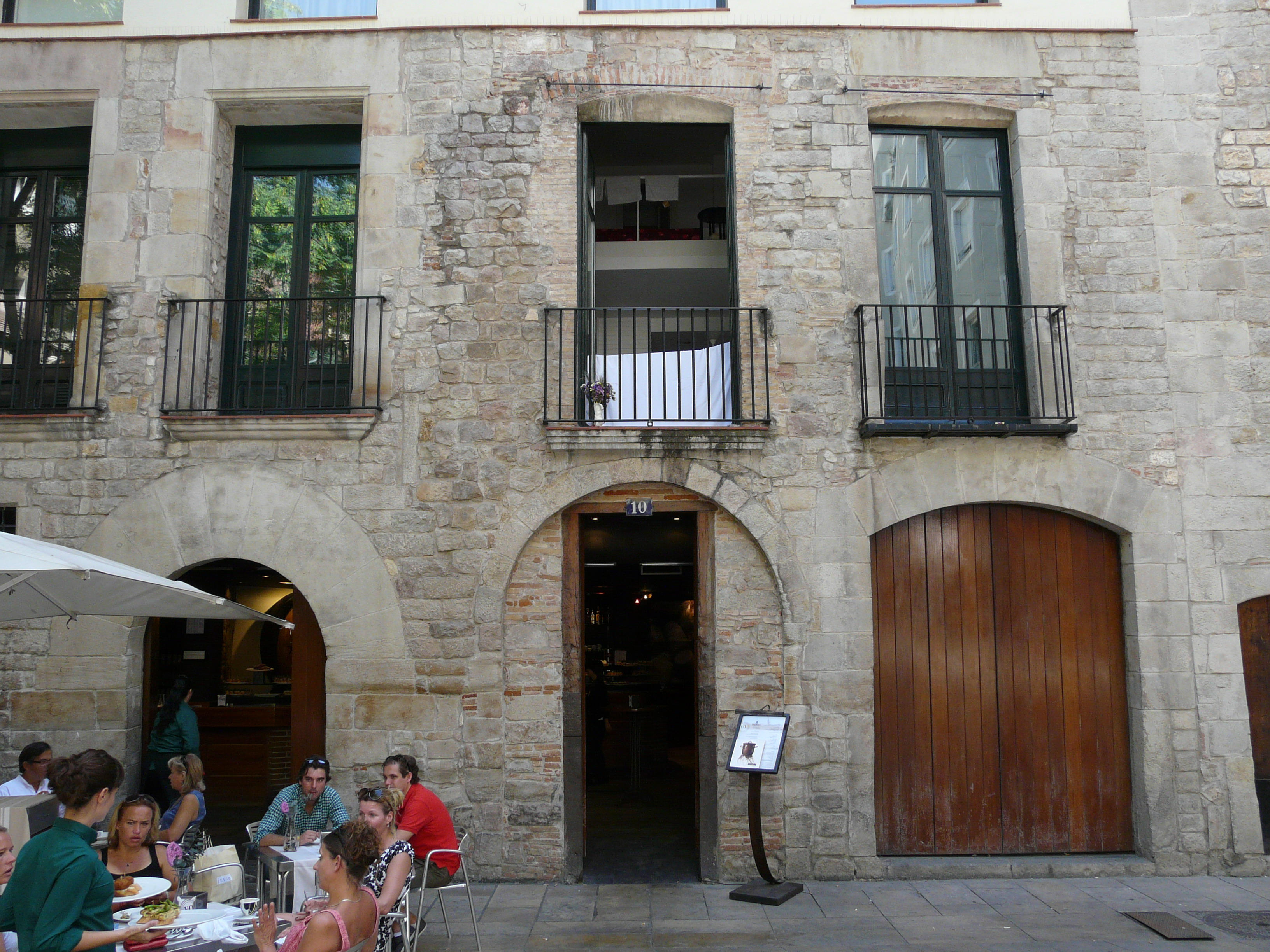
Al centre, antiga porta de veïns del núm. 10, sota la volta del carreró de Dufort

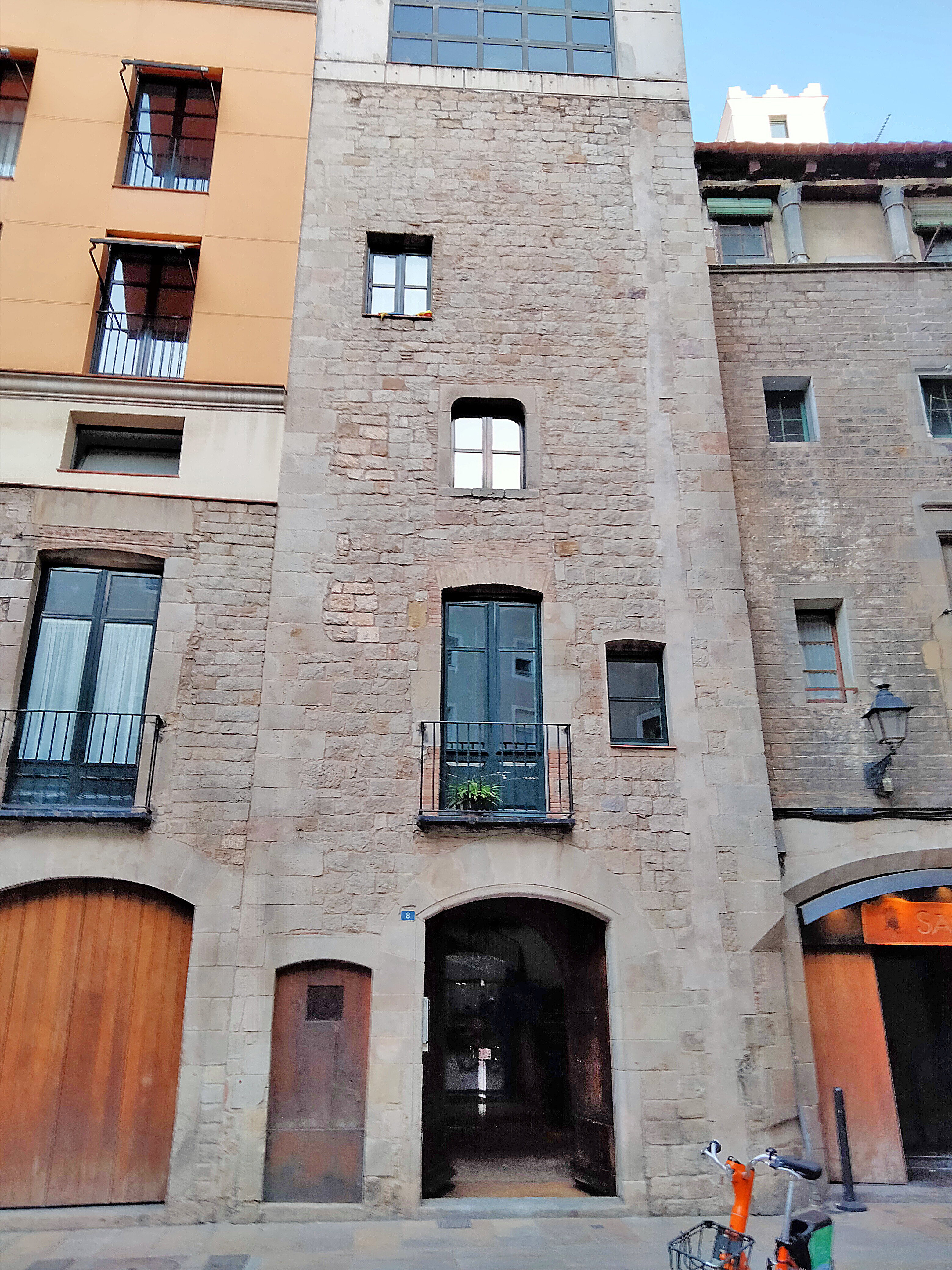
Torre gòtica i portal del núm. 8, amb la torre de guaita a dalt

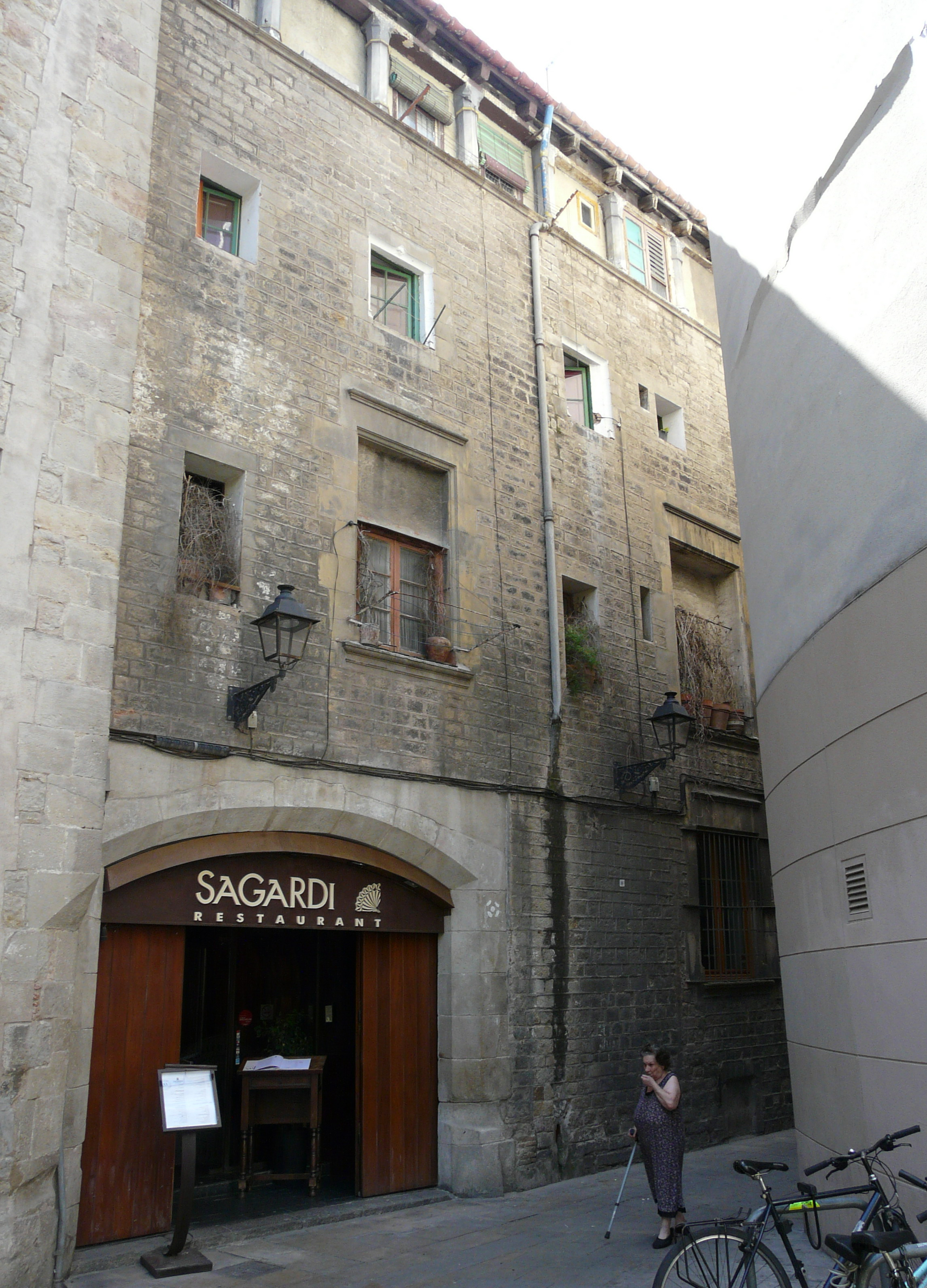
Façana del carrer de Basea, 2-6 amb la botiga del núm. 8

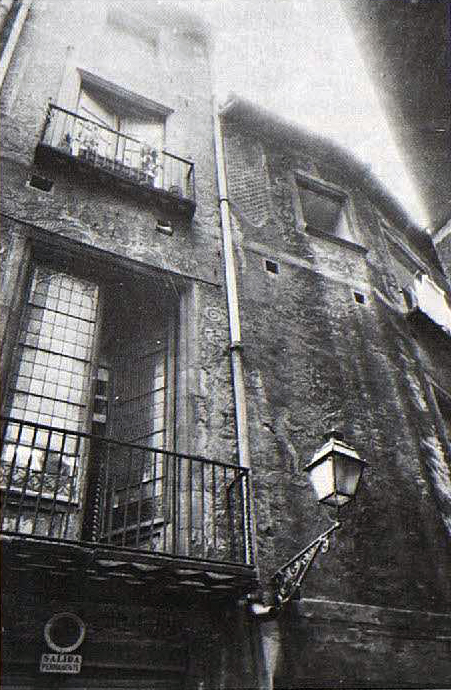
Façana del carrer de la Tarongeta abans de la reforma

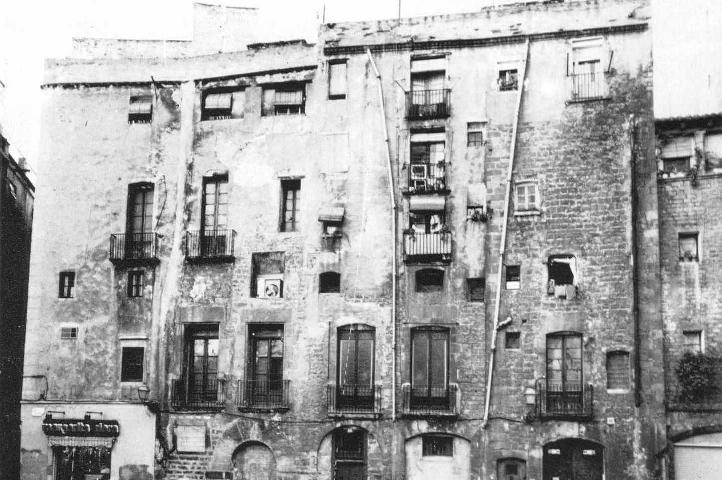
Façana del carrer de Basea abans de la reforma

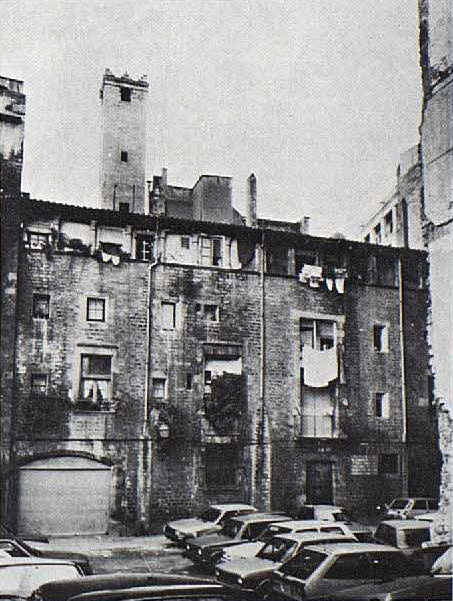
Façana del carrer de Basea, 2-6 amb la botiga i la torre de guaita del núm. 8

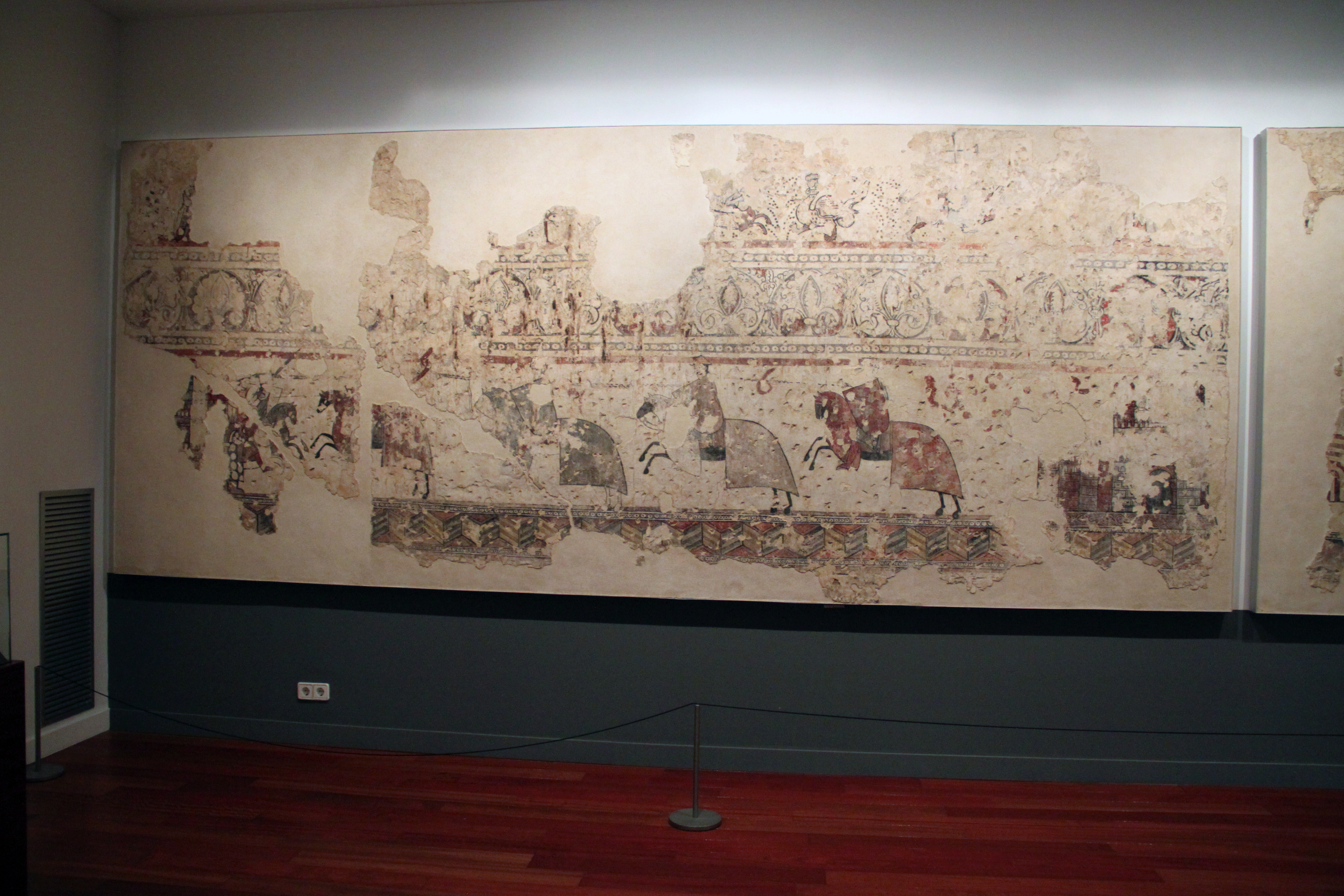
Pintures murals trobades a l'interior de la torre gòtica (MUHBA)

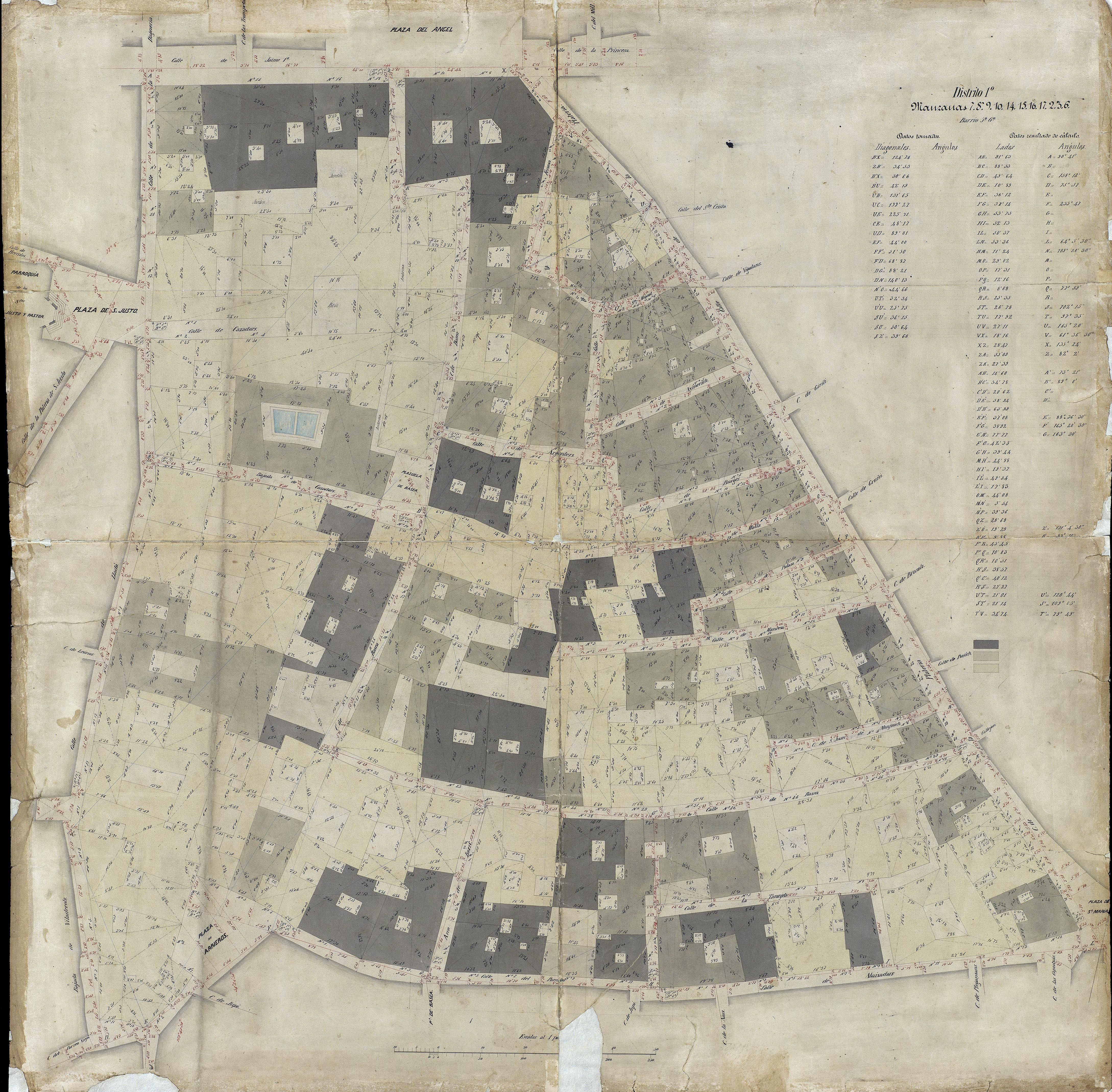
Quarteró núm. 16 de Miquel Garriga i Roca (c. 1860)

El 1669, la casa del núm. 8 va ser adquirida pel botiguer de teles Pau Lledó (o Lladó) i Pi (†1699), que l'any següent esdevingué mercader, al mateix temps que el seu cunyat Pau Dalmases i Castells. Posteriorment, va adquirir la casa del núm. 10, i el 1689 l'establí en emfiteusi al sastre Josep Vidal, reservant-se unes habitacions (fonamentalment el primer pis) que quedaren unides a la del núm. 8. El seu fill Pau Lledó i Dalmases es va casar amb Teresa Bach i Fita, filla del doctor en drets Francesc Bach, i el 1693 va aconseguir el privilegi de ciutadà honrat. Fou succeït pel seu fill Josep Lledó i Bach, casat amb Francesca Llampilles.
El 1759, ja vídua, ella i el seu fill Antoni Lledó i Llampilles vengueren la propietat en subhasta pública al mestre de cases Josep Molist per 5.000 lliures. Durant aquesta època, l'escala va ser renovada, i el 1773, Molist va revendre la finca per 16.000 lliures al comerciant matriculat Fèlix Prat i Quinquer (1737-1802), que el 1775 va demanar permís per a reformar la façana del carrer de la Tarongeta, i novament el 1786 per a posar un guarda-rodes al carrer de Basea. El 1788, els cònjuges Segimon Llobet i Mas i Maria Antònia Ros, propietaris del núm. 10 (excepte el primer pis, que era de Fèlix Prat), van demanar permís per a enderrocar-ne la volada, que amenaçava ruïna a causa de les obres fetes a la casa veïna i per a posar un guarda-rodes a la cantonada. El 1789, Fèlix Prat va demanar permís per obrir balcons al carrer de Basea.
El 1798, el seu fill i hereu Maurici Prat i Pruns, també comerciant, va demanar permís per a obrir-hi una porta. El 1803, va iniciar la construcció de la seva nova residència a la plaça de la Cucurulla, per la qual cosa va vendre la finca del carrer de Basea al cavaller Josep de Martí i Serra. Casat amb Teresa Estruch i Llimona, natural d'Esparreguera, amb qui tingué sis fills, va morir el 1828, deixant com a hereu universal el seu net Josep de Martí i de Cardeñas (1819-1903), fill pòstum del seu primogènit Tomàs de Martí i Estruch (†1819) i de la barcelonina Jacinta de Cardeñas i Foraster. Això provocaria un conflicte amb els seus altres cinc fills, que no veien amb bons ulls que un nen de 9 anys heretés tot el patrimoni.
El 1834, la casa del núm. 10 fou adquirida per Agustí Font, que l'any següent va demanar permís per a reformar-ne la façana, aixecant-la fins a 90 pams i posant-hi un guarda-rodes a la cantonada, segons el projecte del mestre d'obres Antoni Jambrú. El 1842, Josep de Martí i de Cardeñas es va casar amb la vinebrenca Dolors de Castellví i Domènech, hereva d'un extens patrimoni, i l'hereu fou l'enginyer forestal Adolf de Martí i de Castellví (1849-1934), que es casà amb Concepció Garcés de Marcilla Ravanals (†1939).
Als baixos de la casa del núm. 10 s'instal·là la fàbrica de capses de cartó d'Anna i Maria Llorens i Camprodon (Filles d'Evarist Llorens), succeïdes per Evarist Riera Llorens (Net d'Evarist Llorens). El 1959, aquest va adquirir les cases del carrer de Basea, que ja formaven una sola propietat, a Concepció de Martí i Garcés de Marcilla, filla d'Adolf. Casat amb Maria de Jesús Villalonga, va morir el 1984, deixant com a hereus els seus dos fills Evarist i Margarida Riera Villalonga a parts iguals.
El 1995, aquests vengueren a la propietat a l'empresa Free Parts SL, que la faria reformar entre 1996 i 1998, segons el projecte de l'arquitecte Josep Maria Bilurbina. Com a conseqüència, una gran part de la façana del carrer de Basea i tota la del de l'Argenteria va ser enderrocada i substituïda per una nova construcció, conservant-ne només part dels baixos i del primer pis i la torre gòtica. A l'interior d'aquesta, el juliol del 1998 es van trobar unes pintures murals de tema cavalleresc dels segles xiii-xiv, que foren donades pels propietaris a l'Ajuntament de Barcelona i traslladades al MUHBA, on es troben exposades.
El 2001, s'hi va inaugurar la nova seu de la Societat Econòmica Barcelonesa d'Amics del País.

## Descripció
La façana del carrer de Basea té elements constructius d'origen medieval com el portal adovellat i el parament de carreus (però els grans balcons amb llinda de pedra són propis del segle xviii). Les cases dels núms. 8 i 10 estaven separades pel carreró de Dufort (resta d'un alfòndec destinat al comerç estranger amb una petita agrupació d'albergs), modernament convertit en pati i que antigament s'obria al carrer de Basea sota una volta.
El portal amb arc escarser situat als peus de la torre del núm. 8 dona accés a un vestíbul cobert per un enteixinat de fusta i que, traspassat un arc de mig punt, porta al pati central. Des d'aquí arrenca una escala descoberta de pedra i amb una barana de ferro forjat amb barrots llisos i helicoïdals, que permet accedir als diferents habitatges. Sota la finca veïna dels núms. 2-6 hi ha un obrador o botiga que s'obre al carrer amb un gran arc carpanell adovellat sostingut per dues columnes de gran robustesa. A la banda de ponent i al mig de la parcel·la s'alça una torre de guaita.
El frontis del carrer de la Tarongeta està format per dos cossos de diferent alçada, i la façana està decorada amb uns interessants esgrafiats rococó de 1775. Aquests es complementen amb balcons de llosana d'estructura metàl·lica amb un paviment de rajoles i baranes de ferro forjat amb barrots llisos i helicoïdals.